# Васильева, Капитолина Георгиевна
Капитоли́на Гео́ргиевна Васи́льева (27 августа 1918, Меленки, Московская область — 1 июня 2006, Москва) — советская пловчиха, многократная чемпионка СССР по плаванию, заслуженный тренер РСФСР. Третья жена Василия Сталина.

## Биография
Родилась 27 августа 1918 года в городе Меленки Владимирской губернии.
Окончила Ленинградский институт физической культуры им. П. Ф. Лесгафта.
- 1938 — на X чемпионате СССР завоевала в плавании на дистанции 100 метров на боку 2-е место.
- 1945 — чемпионка СССР в плавании кролем.
- В вольном стиле: более 20 раз обновляла рекорды СССР в плавании на средние и длинные дистанции:

В 1949 году у меня был пик спортивной карьеры. Я была 19-кратной чемпионкой и рекордсменкой Союза по плаванию на 100, 200, 400, 1000, 1500 метров. Я выигрывала заплывы по Москве-реке, что считалось очень престижным. Соревнования в побеждённом Берлине…
С 1945 по 1949 годы работала преподавателем в Военно-воздушной академии им. Н. Е. Жуковского.
Была тренером сборной Армении по плаванию и лыжам.

Длительное время, до самой пенсии, занималась тренерской работой. С 1949 по 1974 годы работала тренером ДЮСШ плавания ЦСКА на базе первого в СССР крытого 50-метрового бассейна; школа считалась (в шестидесятых годах) лучшей в стране. 
К. Г. Васильева подготовила около 20 мастеров спорта СССР и ряд спортсменок в состав сборной команды СССР (И. Петухову, Надежду Торчинскую, И. Лебедеву, Н. Кривдину, О. Степанову и др.).
Скончалась 1 июня 2006 года в Москве. Похоронена на Митинском кладбище.

## Личная жизнь
- Второй муж — Василий Иосифович Сталин (1921 — 1962) — советский военный лётчик, генерал-лейтенант авиации. Командующий ВВС Московского военного округа. Младший сын Иосифа Виссарионовича Сталина. Брак продлился с 1949 по 1953 год[4]. Дочь от первого брака Лина Васильева удочерена Василием Сталиным, в связи с чем носит фамилию Джугашвили[5].